# 他田舎人大嶋
他田舎人 大嶋（おさだのとねり の おおしま、生没年不詳）は、奈良時代の防人。

## 出自
他田氏は、敏達天皇の訳語田幸玉宮の宮号を関した名代である他田部の伴造氏族で、科野国造に復した金指舎人麻背の弟・目古君が他田舎人直姓を賜ったことに始まる。
また一族には他田舎人千世売などがいる。

## 経歴・人物
信濃国小県郡の豪族で国造丁。外従七位下。郡擬少領を八年務めている。天平勝宝7歳（755年）2月、防人として筑紫に派遣された際に詠んだ歌が『万葉集』に1首入集。

## 歌
- 唐衣 裾に取りつき 泣く子らを 置きてそ来ぬや 母なしにして[1]